# Alexander Alexandrowitsch Dawidenko
Alexander Alexandrowitsch Dawidenko, russisch Александр Александрович Давиденко (geboren 1. Apriljul. / 13. April 1899greg. in Odessa, Russisches Kaiserreich; gestorben 1. Mai 1934 in Moskau) war ein russischer Komponist.

## Leben
Alexander Dawidenko wuchs in ärmlichen Verhältnissen auf und wurde daher als Kind in ein kirchliches Seminar gegeben. Er studierte 1918/19 am Konservatorium Odessa bei Witold Maliszewski und machte seine ersten Kompositionsversuche. 1919 nahm er als Rotarmist am Bürgerkrieg teil.
1921/22 studierte er am Charkower Musikinstitut, danach bis 1929 am Moskauer Konservatorium bei Reinhold Glière. Bei Alexander Kastalski studierte er sowohl am Konservatorium als auch an der Moskauer Chorakademie. Nach Abschluss des Studiums war er von 1929 bis 1932 Aspirant am Moskauer Konservatorium.
1923 arbeitete Dawidenko als Musikerzieher in einem Heim für obdachlose Kinder. Ab 1924 arbeitete er regelmäßig mit verschiedenen Arbeiterchören, darunter seit 1930 mit dem Nogin-Chor. 1925 nahm Dawidenko an einer Expedition nach Tschetschenien teil, wo er etwa 100 Lieder und Tänze notierte; 30 davon bearbeitete er für Klavier (1926) und griff auf dieses Material auch später zurück. 1925 vertonte er das Gedicht Auf dem Rücken müder Pferde Rotes Regiment von Nikolai Assejew, das eine gewisse Popularität erlangte.
1925 gründete Dawidenko mit anderen Studenten das PROKOLL, Produktionskollektiv der Kompositionsstudenten des Moskauer Konservatoriums, das er bis 1929 mit Wiktor  Bely und Boris Schechter leitete. 1927 produzierten sie als Komponistenkollektiv die Musik zu dem Bühnenstück Der Weg des Oktober. Dawidenko wurde 1929 Mitglied der Russischen Assoziation der proletarischen Musiker (RAPM).
Dawidenko komponierte vornehmlich Chorwerke und Massenlieder, seine zweite Oper wurde postum von Schechter fertiggestellt.

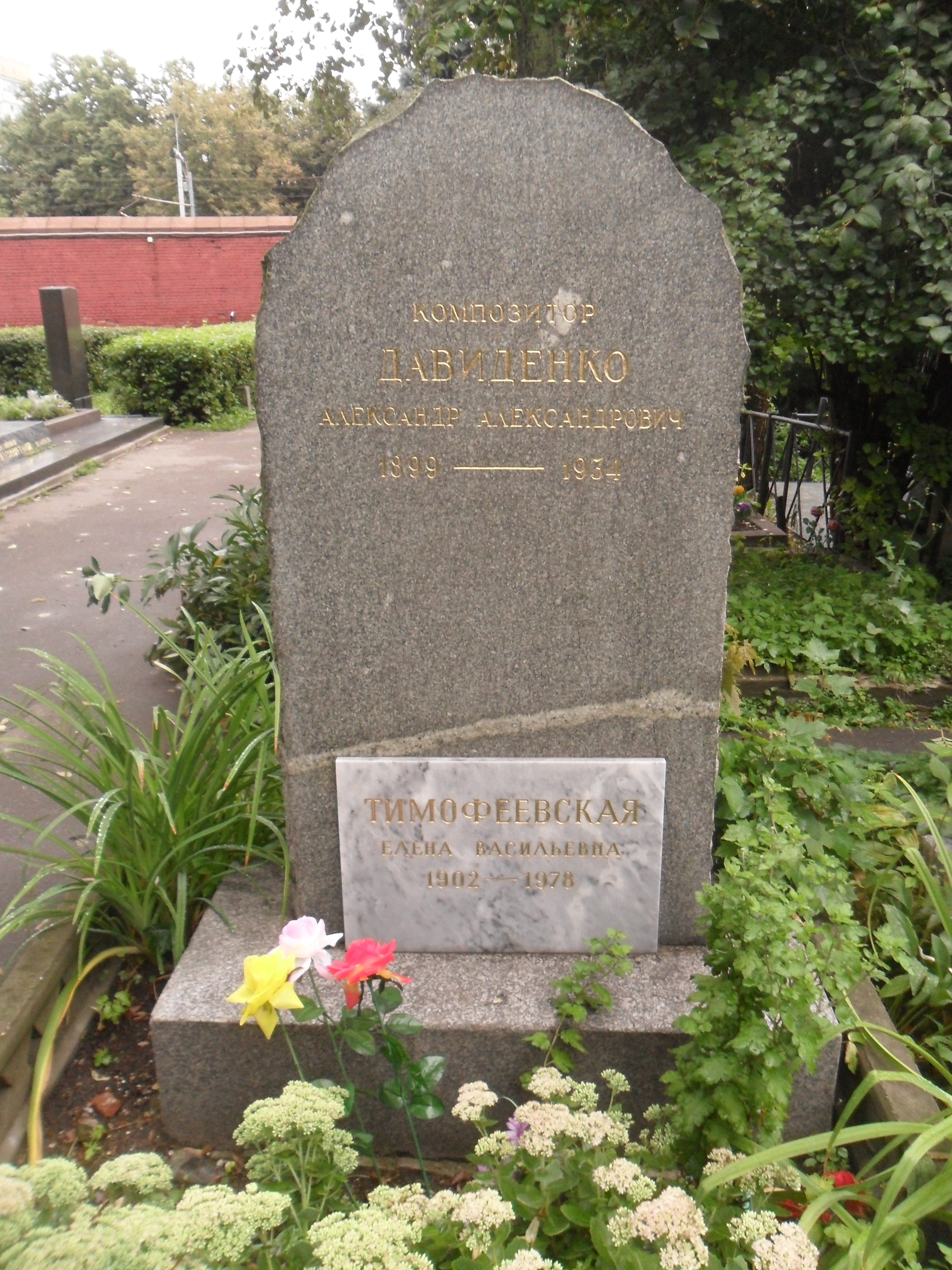
Grabstein auf dem Nowodewitschi-Friedhof